# Konárovice
Konárovice (en allemand : Konarowitz) est une commune du district de Kolín, dans la région de Bohême-Centrale, en République tchèque. Sa population s'élevait à 970 habitants en 2020.

## Géographie
Konárovice se trouve à 7 km à l'est-nord-est de Kolín et à 61 km à l'est du centre de Prague.
La commune est limitée par Ovčáry et Býchory au nord, par Bělušice, Týnec nad Labem et Veletov à l'est, par Starý Kolín au sud, et par Tři Dvory à l'ouest.

## Histoire
La première mention écrite de la localité date de 1238.